# Matthieu Chalmé
Matthieu Chalmé (* 7. Oktober 1980 in Bruges, Département Gironde) ist ein ehemaliger französischer Fußballspieler auf der Position des rechten Außenverteidigers, der auf professioneller Ebene zuletzt in Diensten von Girondins Bordeaux stand.

## Karriere
Im Jahr 2002 wechselte Chalmé vom FC Libourne-Saint-Seurin in die erste französische Liga zum OSC Lille. Nach 128 Ligaeinsätzen für OSC Lille und dem Gewinn des UI-Cups im Jahr 2004, wechselte Chalmé 2007 zum Ligakonkurrenten Girondins Bordeaux, wo er einen Vier-Jahres-Vertrag unterschrieb. Hier wurde er bereits eine feste Größe und spielte auch im UEFA-Cup. Am Ende der Saison 2007/08 konnte er den Vize-Meister-Titel feiern.
Im Winter der Saison 2012/13 wurde er an den AC Ajaccio verliehen. Nach der Rückkehr nach Bordeaux absolvierte er eine weitere Saison im Trikot der Girondins, bevor er seine Profikarriere im Sommer 2014 beendete.

## Erfolge
- Französischer Meister mit Girondins Bordeaux: 2009
- Französischer Pokalsieger mit Girondins Bordeaux: 2013
- Französischer Ligapokalsieger mit Girondins Bordeaux: 2009
- Französischer Supercupsieger mit Girondins Bordeaux: 2009
- UI-Cup-Sieger mit OSC Lille: 2004